# Joaquín Larrivey
Joaquin Larrivey (Gualeguay, Entre Ríos, 1984. augusztus 20. –) argentin labdarúgó, jelenleg a chilei Magallanes játékosa.

## Pályafutása
A Huracánban kezdte karrierjét, ahol 2004-től 2007-ig játszott. 2007 júniusában 4 évre aláírt a Cagliari csapatához. 2009. február 12-én a Vélez Sarsfield kölcsönvette, ahol első meccsén gólt lőtt a Tigre ellen. Később a Godoy Cruz és a Rosario Central kapujába is betalált. 2009. július 1-jén visszatért a Cagliarihoz. 2010 augusztusában kölcsönvette a Colón csapata, majd újra visszatért a Cagliarihoz. 2011. augusztus 21-én mesterhármast szerzett az AlbinoLeffe elleni kupameccsen. Ő volt a második játékos, aki mesterhármast ért el a Cagliari színeiben Luigi Riva után. 2013-ban a mexikói Atlante csapatához igazolt, majd még ugyanebben az évben a Rayo Vallecano játékosa lett. 2014-ben a Celta Vigo csapatához igazolt, ahol 35 meccsen 11 gólt szerzett. Egy évvel később az SC Baniyashoz szerződött, majd 2017-ben a JEF United csapatához került, itt 71 mérkőzésen 30 gólt szerzett. 2019-ben a Cerro Porteno gárdájához szerződött, ahol 13 meccsen 5 gólt lőtt. Innen az Universidad de Chile csapatához igazolt, majd két évvel később az olasz másodosztályú Cosenzában folytatta pályafutását, ahol 2023 januárjáig játszott. Innen a Südtirolhoz került, majd 2023 júliusában igazolt a chilei bajnokságban szereplő Magallanes gárdájához.

## Sikerei, díjai
- Argentin bajnok (Clausura 2009)